# Macròlid
Els macròlids, en anglès: macrolides, són un grup de medicaments, típicament d'antibiòtics, l'activitat dels quals està produïda per un anell macròlid que és un gran anell macrocíclic de lactona unit amb un o més sucres desoxi, normalment la cladinosa i la desosamina. Els macròlids pertanyen a la classe dels productes naturals poliquètids.

Eritromicina. L'anell macròlid està a l'esquerra.

Claritromicina

Roxitromicina

## Membres

### Antibiòtics macròlids
Aprovats per la FDA:
- Azitromicina -
- Claritromicina
- Diritromicina
- Eritromicina
- Roxitromicina
- Telitromicina

No aprovats per la FDA:
- Carbomicina A
- Josamicin
- Kitasamicina
- Midecamicina/Acetat de midecamicina
- Oleandomicina
- Solitromycina
- Spiramicina - aprovat a Europa i altres països
- Troleandomicina - usat a Itàlia i Turquia
- Tilosina/tilocí - usat en animals

### Ketòlids
Els ketòlids (Ketolides) són una nova classe d'antibiòtics relacionats estructuralment amb els macròlids. Es fan servir en les infeccions de bacteris resistents als macròlids.
Entre els ketòlids es troben:
- Telitromicina
- Cetromicina
- Solitromicina -
- Spiramicina - contra la toxoplasmosi
- Ansamicina
- Oleandomicina
- Carbomicina
- Tilocí

### Macròlids que no són antibiòtics
Tacrolimús, pimecrolimús, i sirolimús, que són immunosupressors o immunomoduladors, també són macròlids. Tenen una activitat similar a la ciclosporina.

### Macròlids tòxics
Hi ha una gran varietat de macròlids tòxics que produeixen els bacteris com per exemple la micolactona.

## Usos
Els antibiòtics macròlids es fan servir contra les infeccions de bacteris gram positius, Streptococcus pneumoniae, i Haemophilus influenzae. El seu espectre d'acció és lleugerament més ampli que el de la penicil·lina i, per tant, es fan servir en pacients amb al·lèrgia a la penicil·lina. Al contrari que la penicil·lina els macròlids són efectius contra micoplasma, micobacteri, alguns rickettsia, i bacteri Chlamydia.
Els macròlids no s'han de fer servir en herbívors no remugants com per exemple cavalls i conill on la seva reacció és fatal.

## Mecanisme d'acció
Els macròlids són inhibidors dels enzims de la síntesi de proteïnes.

## Efectes adveros
La combinació de macròlis i estatines (que es fan servir per baixar el colesterol) poden causar una miopatia debilitant.